# Maßnahmen gegen das Rauchen im NS-Staat

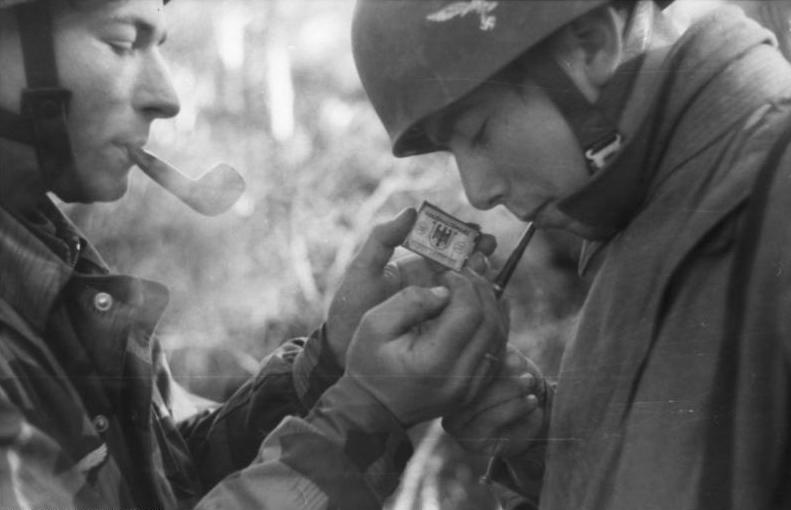
Rauchende deutsche Fallschirmjäger (1943)

Nachdem deutsche Ärzte als erste den Zusammenhang zwischen Rauchen und Lungenkrebs erkannt hatten, wurde im Deutschen Reich die weltweit erste öffentliche Anti-Tabak-Kampagne initiiert.
Anti-Tabak-Bewegungen entstanden Anfang des 20. Jahrhunderts in vielen Ländern, hatten aber mit Ausnahme Deutschlands, wo die Kampagne von der Regierung unterstützt wurde, wenig Erfolg. Die Bewegung gegen das Rauchen in Deutschland war in den 1930ern und 1940ern die stärkste der Welt.
Die nationalsozialistische Führung missbilligte den Tabakkonsum
und mehrere Mitglieder kritisierten öffentlich den Konsum von Tabak.
Untersuchungen der Wirkung des Rauchens auf die Gesundheit wurden zur Zeit des Nationalsozialismus gefördert
und waren zu der Zeit die bedeutendsten ihrer Art.
Adolf Hitlers persönliche Ablehnung des Rauchens und die nationalsozialistische Rassenhygiene  gehörten zu den Gründen der Kampagne gegen das Rauchen. Die Kampagne stand in Verbindung mit Antisemitismus und Rassismus.
Sie schloss Rauchverbote in Straßenbahnen, Bussen und S-Bahnen ein. Des Weiteren wurden die Gesundheitserziehung gefördert, Zigarettenrationen in der Wehrmacht beschränkt, Vorträge zur Gesundheit für Soldaten eingeführt und die Tabaksteuer erhöht.
Die Nationalsozialisten verhängten zudem Beschränkungen bei der Tabakwerbung und beim Rauchen im öffentlichen Raum und in Restaurants und Cafés.
|             | Jahr |      |      |      |
| 1930        | 1935 | 1940 | 1944 |      |
| Deutschland | 490  | 510  | 1022 | 743  |
| USA         | 1485 | 1564 | 1976 | 3039 |

Die Kampagne war in den ersten Jahren des Regimes nicht erfolgreich. So stieg der Tabakkonsum in den Jahren von 1933 bis 1939, jedoch verringerte sich der Tabakkonsum im Militär in den Jahren von 1939 bis 1945. Selbst zum Ende des 20. Jahrhunderts erreichte die Anti-Tabak-Bewegung im Nachkriegsdeutschland nicht den Einfluss, den sie zur Zeit des Nationalsozialismus in Deutschland hatte.

## Forschungen
Untersuchungen und Studien des Einflusses von Tabak auf die Volksgesundheit waren zur Zeit der Machtergreifung Adolf Hitlers in Deutschland fortgeschrittener als in anderen Ländern. Der Zusammenhang zwischen Lungenkrebs und dem Rauchen von Tabak wurde zuerst in Deutschland nachgewiesen.
Der Begriff des Passivrauchens wurde in Deutschland geprägt.
Die durch die Nationalsozialisten finanzierten Forschungsprojekte offenbarten viele schädliche Auswirkungen des Rauchens.
Dabei unterstützten die Nationalsozialisten epidemiologische Forschungen zur Untersuchung der Wirkungen des Tabaks auf die Gesundheit. Hitler persönlich unterstützte das Wissenschaftliche Institut zur Erforschung der Tabakgefahren der Friedrich-Schiller-Universität Jena unter der Leitung des Rasseforschers Karl Astel.
1941 gegründet und am 5. April dieses Jahres von Karl Astel feierlich eröffnet, war es das bedeutendste Institut Deutschlands bei der Erforschung der Gefahren des Rauchens. Anwesend bei der Eröffnungsfeier waren der Gauleiter Fritz Sauckel, der Mediziner und Reichsgesundheitsamtpräsident Hans Reiter und der Arzt und Reichsgesundheitsführer Leonardo Conti. Astel, Rektor der Universität und Leitungsmitglied des Deutschen Bundes zur Bekämpfung der Tabakgefahren bezeichnete zu diesem Anlass „Nichtrauchen als nationalsozialistische Pflicht“.
Franz Hermann Müller und Dietrich Eberhard Schairer benutzten 1943 als erste epidemiologische Fall-Kontroll-Studien, um Lungenkrebs bei Rauchern zu untersuchen.
1939 veröffentlichte Müller in der Zeitschrift für Krebsforschung einen Bericht über die Studie, dass Lungenkrebs unter Rauchern verbreiteter ist.
Müllers Studie von 1939, seine Dissertation, gilt als die weltweit erste epidemiologische Kontroll-Studie zur Beziehung zwischen Tabakkonsum und Lungenkrebs. Müller betonte, neben Lungenkrebsursachen wie Staub, Autoabgasen, Tuberkulose, Röntgenstrahlen und Fabrikabgasen sei „die Bedeutung des Tabakrauchens immer mehr in den Vordergrund gerückt“.
Ärzten des Dritten Reichs war es bewusst, dass Kardiomyopathie die schwerwiegendste durch Rauchen verursachte Krankheit ist. Tabakgenuss wurde manchmal zudem für die zunehmenden Herzinfarkte in Deutschland verantwortlich gemacht. In späteren Kriegsjahren sahen die Forscher Nikotin als eine Ursache hinter dem Herzversagen, unter dem eine nicht unbedeutende Anzahl an Soldaten der Ostfront litt. Ein Pathologe des Heeres erkannte bei 32 jungen Soldaten Herzinfarkte als Todesursache und dokumentierte in einem Bericht von 1944, dass alle von ihnen enthusiastische Raucher waren. Er verwies dabei auf die Meinung des Pathologen Franz Büchner, Zigaretten seien ein „Koronargift ersten Ranges“.

## Nach dem Zweiten Weltkrieg

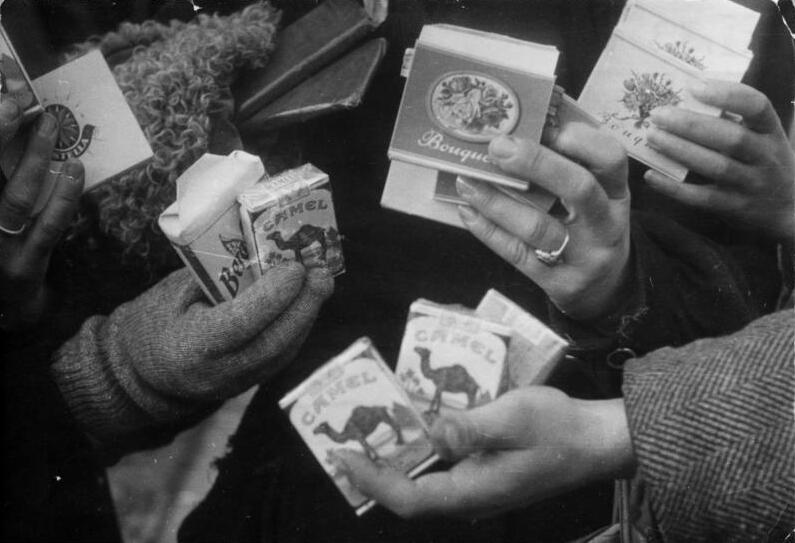
Zigarettenschwarzmarkt 1949 in Berlin

Nach dem Zusammenbruch des Deutschen Reiches am Ende des Zweiten Weltkriegs traten amerikanische Zigarettenmarken schnell auf dem deutschen Schwarzmarkt der Nachkriegszeit auf.
Das Schmuggeln von Tabak war weit verbreitet.
1949 gelangten illegal rund 400 Millionen Zigaretten monatlich aus den Vereinigten Staaten nach Deutschland.
1954 wurden fast zwei Milliarden Schweizer Zigaretten nach Deutschland und Italien geschmuggelt.
Als Teil des Marshallplans sandte die USA kostenlosen Tabak nach Deutschland. Die Tabakmenge, die nach Deutschland geliefert wurde, betrug 1948 24.000 Tonnen und 1949 69.000 Tonnen. Dabei profitierten die amerikanischen Zigarettenhersteller auch durch die hierbei von der Bundesregierung der Vereinigten Staaten ausgegebenen 70 Millionen Dollar.
Der jährliche Prokopfverbrauch in Deutschland stieg von 460 Zigaretten im Jahr 1950 auf 1532 im Jahr 1963.